# باری روزبورو
باری دبلیو رزبورو (۳۰ آوریل ۱۹۳۲–۱۴ مارس ۱۹۹۲) بازیکن فوتبال کانادایی بود که در تیم بمب افکن آبی وینیپگ بازی می‌کرد. او در سال ۱۹۵۸ با آنها جام خاکستری را به دست آورد. او در دانشگاه داکوتای شمالی در تیم فوتبال کالج بازی کرد. وی پس از حرفه CFL، از سال ۱۹۶۰ تا ۱۹۶۲ مربی تیم فوتبال ساسکاچوان هاسکی در دانشگاه ساسکاچوان بود. وی همچنین در دانشگاه میشیگان و دانشگاه میشیگان غربی تحصیل کرد و در نهایت دکترای خود را دریافت کرد. باری روزبورو در سال ۱۹۹۲ در بیمارستانی در میشیگان درگذشت.